# イリヤ・シクシン
イリヤ・シクシン（ロシア語: Шикшин, Илья Валерьевич、英: Ilya Shikshin、1990年5月7日 - ）は、ロシアの囲碁棋士。ソビエト連邦・ロシア共和国カザン出身、ヨーロッパ囲碁連盟所属、四段。ヨーロッパ選手権などで優勝多数、IMSAエリートマインドゲームズ5位、Mlily夢百合杯世界囲碁オープン戦ベスト32進出など。

## 経歴

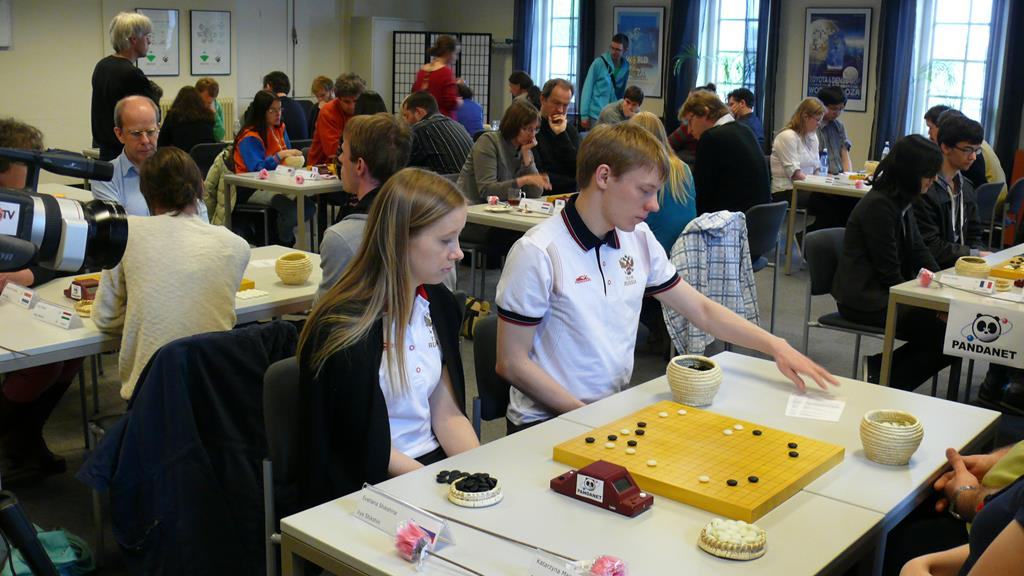
2013年ヨーロッパ・ペア碁選手権でのイリヤ・シクシンと姉のスベトラーナ・シックシナのペア

5歳の時に、囲碁講師をしている父により姉のスベトラーナ・シックシナとともに囲碁を始める。2000年2級の時にヨーロッパ12歳以下選手権で優勝。
2002年ヨーロッパ青少年選手権で4位、アマチュア五段となる。
2005年にヨーロッパ選手権3位、アマチュア六段。
2006年 トヨタ&デンソー杯ヨーロッパ王座戦優勝。2007年ヨーロッパ選手権優勝、アマチュア七段。
その後韓国に何度か滞在して千豊祚に学び、韓国棋院研究生となるが入段せず、ロシアでの大学で歴史を学ぶ。
その後ロシア選手権、ヨーロッパ団体選手権、ヨーロッパ・ペア碁選手権などでも優勝。2013年世界アマチュア囲碁選手権戦4位。
2015年にヨーロッパ囲碁連盟のプロ棋士制度による4人目のプロ初段となる。2018年二段。2019年三段。2021年四段。
スポーツアコードワールドマインドゲームズなどで団体戦ヨーロッパチームで出場、2017年IMSAエリートマインドゲームズ男子個人戦5位。2017年から中国丙級リーグ戦に出場。2019年Mlily夢百合杯世界囲碁オープン戦1回戦で伊凌涛を破りベスト32。
2010年にカザンの市議会にロシア連邦共産党から立候補するが落選。その後モスクワに在住し、モスクワ囲碁協会副会長を務める。

### 主な優勝歴
- ヨーロッパ・トヨタ&デンソー囲碁王座戦 2006、2008年
- ヨーロッパ選手権 2007、2010、2011、2016、2017、2019、2020、2021年
- ヨーロッパ団体選手権 2007、2011、2014、2017、2018年
- ヨーロッパ・ペア碁選手権 2013-16年
- ヨーロッパ・プロ選手権 2017年
- ヨーロッパ・グランドスラム 2018年
- ヨーロッパ・グランプリ 2019、2021年

### 他の棋歴
- スポーツアコードワールドマインドゲームズ
  - 2013年 男子団体戦 2-3、男女ペア戦6位
  - 2014年 男子団体戦 0-5、男女ペア戦5位[7]
- IMSAエリートマインドゲームズ
  - 2016年 男女ペア戦ベスト8、男子団体戦5位（0-5）
  - 2017年 男子個人戦5位、男子団体戦5位（1-3）
  - 2019年 男女ペア戦4位、男子団体戦5位（1-4）
- トヨタ&デンソー杯囲碁世界王座戦 2006年（×楊士海）、2018年（×謝赫）
- Mlily夢百合杯世界囲碁オープン戦 2015年（×朴廷桓）、2017年（×何暘）、2019年ベスト32（○伊凌涛、×白現宇）
- 春蘭杯世界囲碁選手権戦 2016年（×金志錫）、2020年（×余正麒）、2022年（×李維清）
- 天府杯世界囲碁プロ選手権戦 2018年（×申眞諝）
- 百霊愛透杯世界囲碁オープン戦 2018年 アマチュア組ベスト8
- 中国囲棋丙級リーグ戦
  - 2017年（清華紫荆）1-6
  - 2018年（清華紫荆）4-2
  - 2019年（清華紫荆）2-4

## 注
1. ↑  “European Children Championship 2000”.   European Go Database (2000年3月3日). 2019年9月23日閲覧。
2. ↑  “European Youth Championship 2002”.   European Go Database (2002年3月15日). 2019年9月23日閲覧。
3. ↑  “Russian Cup Circuit”.   European Go Database (2005年2月26日). 2019年9月23日閲覧。
4. ↑  Pavlov, Sergei (2007年11月24日). “Russian Championship”.   European Go Database. 2019年9月23日閲覧。
5. ↑  Dinerchtein, Alexander (2009年11月5日). “An interview with "roln111",8-dan”.   Go Sensations. 2019年9月23日閲覧。
6. ↑  “Выборы в Казани: где спрятаны сюрпризы?”.   Business Gazeta (2010年10月5日). 2019年9月23日時点のオリジナルよりアーカイブ。2019年9月22日閲覧。
7. ↑  第４回スポーツアコードワールドマインドゲームズ